# Fahree
Fahree, właśc. Fəxri İsmayılov (ur. 10 kwietnia 1995 w Baku) – azerski piosenkarz i autor tekstów. Reprezentant Azerbejdżanu w 68. Konkursie Piosenki Eurowizji (2024).

## Życiorys
W 2022 wydał swój debiutancki singel „Dance”. 
7 marca 2024 ogłoszono, że będzie reprezentować Azerbejdżan w 68. Konkursie Piosenki Eurowizji. 15 marca ogłoszono, że będzie reprezentować kraj z piosenką „Özünlə apar”.  7 maja wystąpił w pierwszym półfinale, jednak nie zakwalifikował się do finału.

## Dyskografia

### Single
| Rok  | Tytuł                               | Album |
| ---- | ----------------------------------- | ----- |
| 2022 | „Dance”                             | –     |
| 2022 | „Apardı uzaqlara” (z Mila Miles)    | –     |
| 2023 | „Yollar”                            | –     |
| 2024 | „Özünlə apar” (z İlkin Dövlətov)    | –     |
| 2024 | „Tərki-Dünya”                       | –     |
| 2024 | „Azərbaycan” (z İlkin Dövlətov)     | –     |
| 2024 | „Dön geriyə” (z Nurlana UnderCover) | –     |